# موتوولا
موتوولا (به لاتین: Mottuwela) یک منطقهٔ مسکونی در سری‌لانکا است که در استان مرکزی (سری‌لانکا) واقع شده‌است.